# Bruno Eyferth

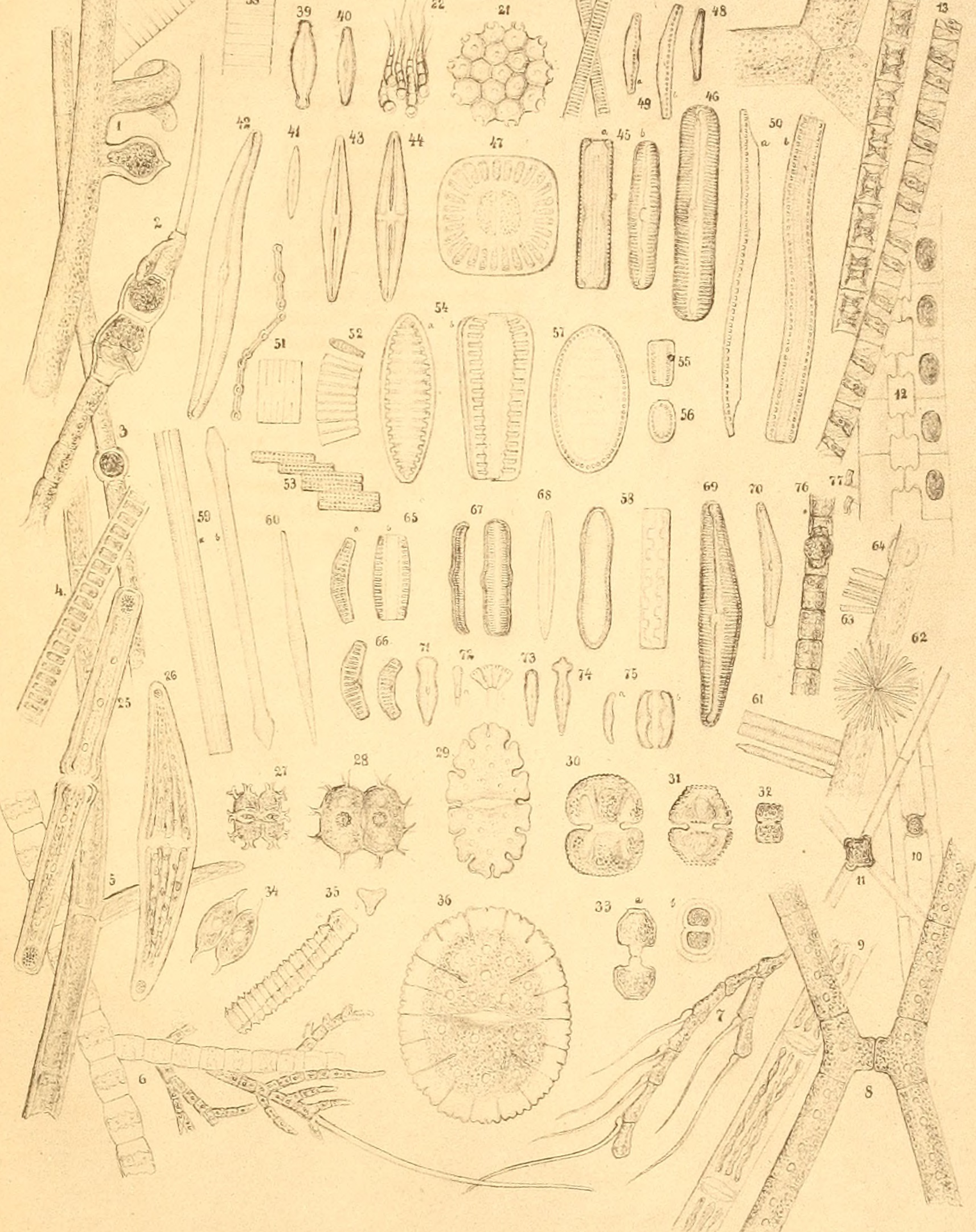
Illustration aus Eyferths Naturgeschichte der mikroskopischen Süßwasserbewohner

Oscar Bruno Eyferth (* 23. Juni 1826 in Holzminden; † 17. Juni 1897 in Braunschweig) war ein deutscher Bergbeamter und Naturforscher.

## Leben
Eyferth besuchte die Schulen in Zorge, Blankenburg und Braunschweig, bevor er sich zum Hütteneleven ausbilden ließ. Nach bestandenem Examen ging er 1844 für zwei Jahre nach Zorge. Es folgte von 1846 bis 1852 eine Ausbildung am Collegium Carolinum in Braunschweig, die Eyferth mit dem Hüttenoffiziantenexamen abschloss. Er war anschließend als Hüttengehilfe bei der Oberhütteninspektion Rübeland tätig. Er wechselte 1854 als Hüttenschreiber nach Zorge und wurde 1861 Kammersekretär in Braunschweig. Im Jahre 1876 wurde er Assessor, 1889 Kammerassessor und außerordentliches Mitglied der Direktion der Bergwerke. Ihm wurde 1896 der Titel eines Bergrates verliehen.
Neben seinem Hauptberuf betrieb Eyferth naturwissenschaftliche Studien, insbesondere über Süßwasserlebewesen. Seine mikroskopischen Untersuchungen publizierte er in zahlreichen hydrobiologischen Veröffentlichungen, die auch im Ausland Anerkennung fanden.
Er war Mitglied und zeitweise Schriftführer im Verein für Naturwissenschaft zu Braunschweig.
Eyferth wohnte zuletzt in Braunschweig in der Celler Straße. Er starb im Juni 1897.

## Schriften
- Beitrag zur Kenntniss der Constitution des flüssigen Roheisens. In: Chemisches Zentralblatt, 1861, Band 6, S. 461–464.
- Die mikroskopischen Süsswasserbewohner: in gedrängter Übersicht, Braunschweig, 1877.
- Die einfachsten Lebensformen des Thier- und Pflanzenreichs. Systematische Naturgeschichte der mikroskopischen Süßwasserbewohner, Braunschweig, 1878 (2. Auflage 1885; 4. Auflage 1909).